# The Day You Went Away (canción de m2m)
«The Day You Went Away» (en español 'El día que te marchaste') es una balada pop grabada por el dúo noruego  M2M para su álbum debut Shades of Purple, fue el tercer sencillo de dicho álbum y gozó de bastante popularidad en Estados Unidos, México y especialmente en Asia. La canción fue escrita por Marion Raven, Marit Larsen y Matt Rowe, y fue editada en el año 2001 como sencillo. La canción fue grabada por la cantante taiwanesa Cyndi Wang en 2004 para su álbum Cyndi Loves You. En 2011 el grupo Coreano de pop Orange Caramel hizo su propia versión de dicha canción, esto para su miniálbum Shanghai Romance.

## CD Promocionales

### Promo CD México
1. «The Day You Went Away»

## Video musical
El video musical fue grabado en Noruega durante el año 2000, el video muestra a Marit y Marion cantando y recorriendo un paisaje rocoso-ártico, lleno de hielo y cubierto de nieve, el video fue estrenado en 2001 y recibió muy buena rotación en canales de video como MTV. La dirección del video corrió a cargo de Tryan George.
- Datos: Q16639456